# 15376 Marták
15376 Marták eller 1997 CT1 är en asteroid i huvudbältet som upptäcktes den 1 februari 1997 av de båda slovakiska astronomerna Peter Kolény och Leonard Kornoš vid Modra-observatoriet. Den är uppkallad efter musikern Ján Marták.
Asteroiden har en diameter på ungefär 18 kilometer och den tillhör asteroidgruppen Hilda.